# Egyéni szabad program szinkronúszás a 2011-es úszó-világbajnokságon
A 2011-es úszó-világbajnokságon a szinkronúszáson belül az egyéni szabad programot július 20-án rendezték meg. Reggel a selejtezőket és este a döntőt.

## Érmesek
| Arany                          | Ezüst                          | Bronz             |
| Oroszország · Natalja Iscsenko | Spanyolország · Andrea Fuentes | Kína · Sun Wenyan |

## Eredmény
| Helyezés  | Versenyzők                 | Nemzetiség | Selejtező | Selejtező | Döntő     | Döntő    |
| Helyezés  | Versenyzők                 | Nemzetiség | Pont      | helyezés  | Pont      | Helyezés |
| --------- | -------------------------- | ---------- | --------- | --------- | --------- | -------- |
| Aranyérem | Natalja Iscsenko           | RUS        | 98.190    | 1         | 98.550    | 1        |
| Ezüstérem | Andrea Fuentes             | ESP        | 96.010    | 2         | 96.520    | 2        |
| Bronzérem | Sun Wenyan                 | CHN        | 95.970    | 3         | 95.840    | 3        |
| 4         | Marie-Pier Boudreau Gagnon | CAN        | 94.490    | 4         | 94.910    | 4        |
| 5         | Yumi Adachi                | JPN        | 92.620    | 5         | 92.810    | 5        |
| 6         | Lolita Ananasova           | UKR        | 91.400    | 6         | 91.550    | 6        |
| 7         | Linda Cerruti              | ITA        | 89.610    | 7         | 89.950    | 7        |
| 8         | Jenna Randall              | GBR        | 88.240    | 9         | 88.880    | 8        |
| 9         | Despoina Solomou           | GRE        | 88.630    | 8         | 88.590    | 9        |
| 10        | Anastasia Gloushkov        | ISR        | 85.990    | 11        | 86.600    | 10       |
| 11        | Wang Ok-Gyong              | PRK        | 86.970    | 10        | 86.590    | 11       |
| 12        | Soňa Bernardová            | CZE        | 85.630    | 12        | 85.230    | 12       |
| 16.5      | H09.5                      |            |           |           | 00:55.635 | O        |
| 13        | Park Hyu-Sun               | KOR        | 84.790    | 13        |           |          |
| 14        | Giovana Stephan            | BRA        | 84.390    | 14        |           |          |
| 15        | Pamela Fischer             | SUI        | 82.960    | 15        |           |          |
| 16        | Nadine Brandl              | AUT        | 82.520    | 16        |           |          |
| 17        | Kis Szofi                  | HUN        | 79.340    | 17        |           |          |
| 18        | Etel Sanchez               | ARG        | 78.840    | 18        |           |          |
| 19        | Kalina Yordanova           | BUL        | 76.210    | 19        |           |          |
| 20        | Kristina Krajcovicova      | SVK        | 74.980    | 20        |           |          |
| 21        | Greisy Gomez               | VEN        | 74.490    | 21        |           |          |
| 22        | Melis Oner                 | TUR        | 73.600    | 22        |           |          |
| 23        | Asly Alegria               | COL        | 73.320    | 23        |           |          |
| 24        | Elena Tini                 | SMR        | 72.430    | 24        |           |          |
| 25        | Kirstin Anderson           | NZL        | 69.530    | 25        |           |          |
| 26        | Barbara Luna               | CUB        | 69.510    | 26        |           |          |
| 27        | Violeta Mitnian            | CRC        | 68.850    | 27        |           |          |
| 28        | Au Ieong Sin Ieng          | MAC        | 68.170    | 28        |           |          |
| 29        | Samara Talia Pattiasina    | INA        | 65.440    | 29        |           |          |
| 30        | Thanyaluck Puttisiriroj    | THA        | 65.390    | 30        |           |          |
| 31        | Laura Strugnell            | RSA        | 62.690    | 31        |           |          |
| 32        | Seda Khachatrayan          | ARM        | 56.720    | 32        |           |          |
| –         | Ainur Kerey                | KAZ        | DNS       |           |           |          |